# Thiesi
Thiesi (Tièsi in sardo) è un comune italiano di 2 649 abitanti della città metropolitana di Sassari. Si trova nella Sardegna nord-occidentale, nella subregione storica del Meilogu. Dista 40 km da Sassari e 50 km da Alghero.

## Origini del nome
Il nome del paese può destare curiosità a causa della h all'interno di T[h]iesi. In antiche carte si è scoperto che il vero nome era Tiesi senza h. La lettera "h", attualmente inserita nel poleonimo "Thiesi", e consolidatasi nell'uso corrente verso il 1924-25, non fu comunque del tutto ignorata nel Medioevo, giacché si trova, per due volte ("Thiessi"), in un atto del 18 luglio 1436, riguardante l'infeudazione, ai tre fratelli Giacomo, Giovanni e Andrea Manca, delle "ville" di Thiesi, Cheremule e Bessude. L'origine del poleonimo va probabilmente vista nel mondo pregreco e quindi esso va avvicinato foneticamente al nome della località cipriota pregreca di Τηγεσσός in ragione della forma medioevale "Tigesi".

## Storia

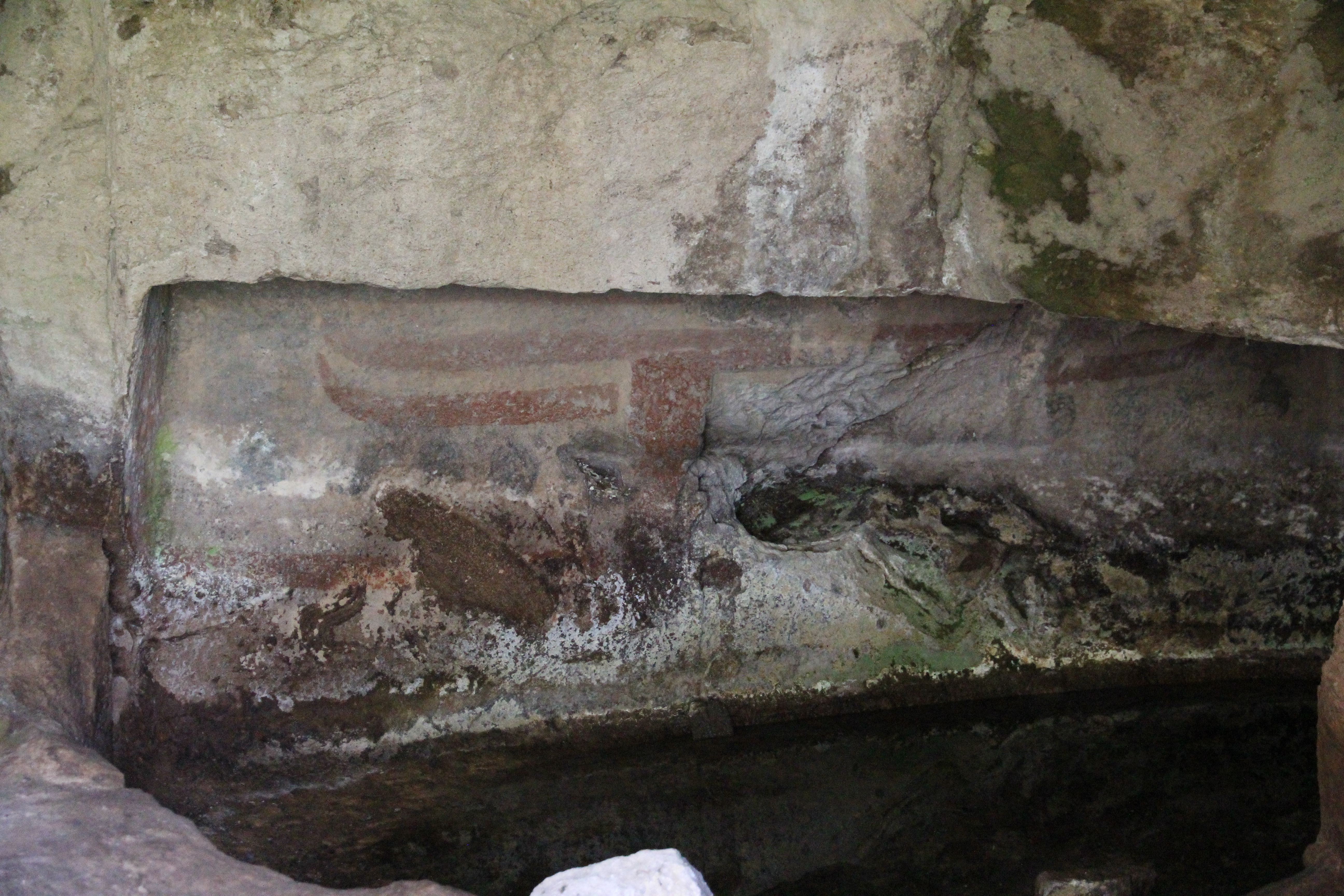
Necropoli di Mandra Antine

L'area fu abitata fin dall'epoca prenuragica e nuragica, per la presenza sul territorio di domus de janas e alcuni nuraghi.
Durante il medioevo appartenne al giudicato di Torres e fece parte della curatoria di Meiulocu. Alla caduta del giudicato (1259) il territorio passò alla famiglia genovese dei Doria. Sul finire del Duecento il territorio fu conteso da questi ultimi, dai Malaspina e dal giudicato di Arborea, che si alternarono nel governare il territorio. Dopo vari scontri tra i Doria, alleati del giudicato di Arborea, e gli aragonesi (tra cui la battaglia di Aidu de Turdu), questi ultimi riuscirono a conquistare, tra gli altri, i territori dell'ex curatoria intorno al 1347.
Nel 1636 il paese fu incorporato nel marchesato di Montemaggiore, feudo dei Manca.

### Sa die de s'atacu
Verso la fine del XVIII secolo in Sardegna si manifestò un importante movimento antifeudale con idee antimonarchiche e rivoluzionarie rappresentato da Giovanni Maria Angioy. Tale movimento ebbe immediatamente un grande seguito a Thiesi dove si manifestò la volontà di non pagare i tributi. Il 24 novembre 1795 le comunità di Thiesi, Bessude e Cheremule stipularono un patto contro il regime feudale chiedendone esplicitamente l’abolizione. Il 17 marzo 1796, sempre a Thiesi fu stipulato un altro patto antifeudale tra 32 villaggi. 
Giuseppe Benedetto di Savoia, conte di Moriana, poi conte di Asti, che era stato nominato governatore di Sassari nel 1799, iniziò una serie di visite ai villaggi e si rese conto dello stato di miseria e delle vessazioni dei feudatari. Per placare gli abusi dei baroni emanò nuove norme per la riscossione dei tributi. Ma i feudatari si rifiutarono di dare applicazione al pregone viceregio. Il feudatario Antonio Manca, duca dell’Asinara ordinò le riscossioni: per tutta risposta la popolazione nella notte fra il 22 e il 23 settembre 1800 organizzò una manifestazione di protesta.
Il giorno seguente il sindaco con una delegazione si recò a Sassari ed informò il viceré circa i fatti accaduti, il quale promise alla delegazione che sarebbe intervenuto contro il duca dell’Asinara. Ma i tiesini, venuti a conoscenza delle promesse del governatore, non rimasero convinti, perciò si tennero pronti ad ogni evenienza.
I loro timori si dimostrarono fondati: infatti furono informati che il governatore stava segretamente organizzando, per il 6 ottobre, una spedizione punitiva contro il villaggio di Thiesi. Dei fatti furono informati anche i villaggi vicini, i quali iniziarono ad organizzare la resistenza. Bessude inviò 150 armati, Banari altri 150 e Thiesi riuscì ad organizzare 500 uomini. 
Il principe aveva affidato il comando della spedizione al cav. Grondona e segretamente aveva convocato tutti i capitani dei miliziani della Sardegna settentrionale perché si mettessero in marcia verso Thiesi, e concesse l'amnistia a tutti quei banditi che avessero partecipato. 
Da Sassari il 5 ottobre 1800 per tutta la notte accorse gente in armi verso il punto di concentramento; all’alba si ritrovarono in 1500, in massima parte banditi aggregatisi alle truppe regolari. Verso le sette del mattino del giorno 6 ottobre si mossero verso Thiesi. Il paese, difeso da 800 uomini, si preparò ad impedire il saccheggio con ogni mezzo.
Lo scontro fu cruento, i rivoltosi furono sopraffatti in breve, caduta la difesa, molti si rifugiarono nelle chiese, il villaggio fu saccheggiato e molte case incendiate. Alcuni dei rivoltosi non sembravano volersi fermare, sostennero dal campanile un fuoco vivissimo per ore, ma alla fine furono costretti ad uscire dalla chiesa e a consegnare i fucili. Furono arrestati in ventitré. Le truppe regolari, cessata la resistenza, si ritirarono verso Sassari lasciando il paese in mano ai banditi arruolati per l’occasione. Nell’eccidio persero la vita 14 persone, 34 rimasero ferite (due di queste morirono nei giorni seguenti) e furono incendiate quasi totalmente 18 abitazioni.
I rappresentanti del clero di Thiesi che erano stati coinvolti nella rivolta furono scagionati, mentre dei rivoltosi catturati alcuni furono impiccati sulle forche di “Mesu e Giagas” il 27 febbraio 1801, altri ancora furono condannati alla galera.
Il paese fu riscattato ai Manca, ultimi feudatari, nel 1839 con la soppressione del sistema feudale, quando divenne un comune amministrato da un sindaco e da un consiglio comunale.

## Monumenti e luoghi d'interesse

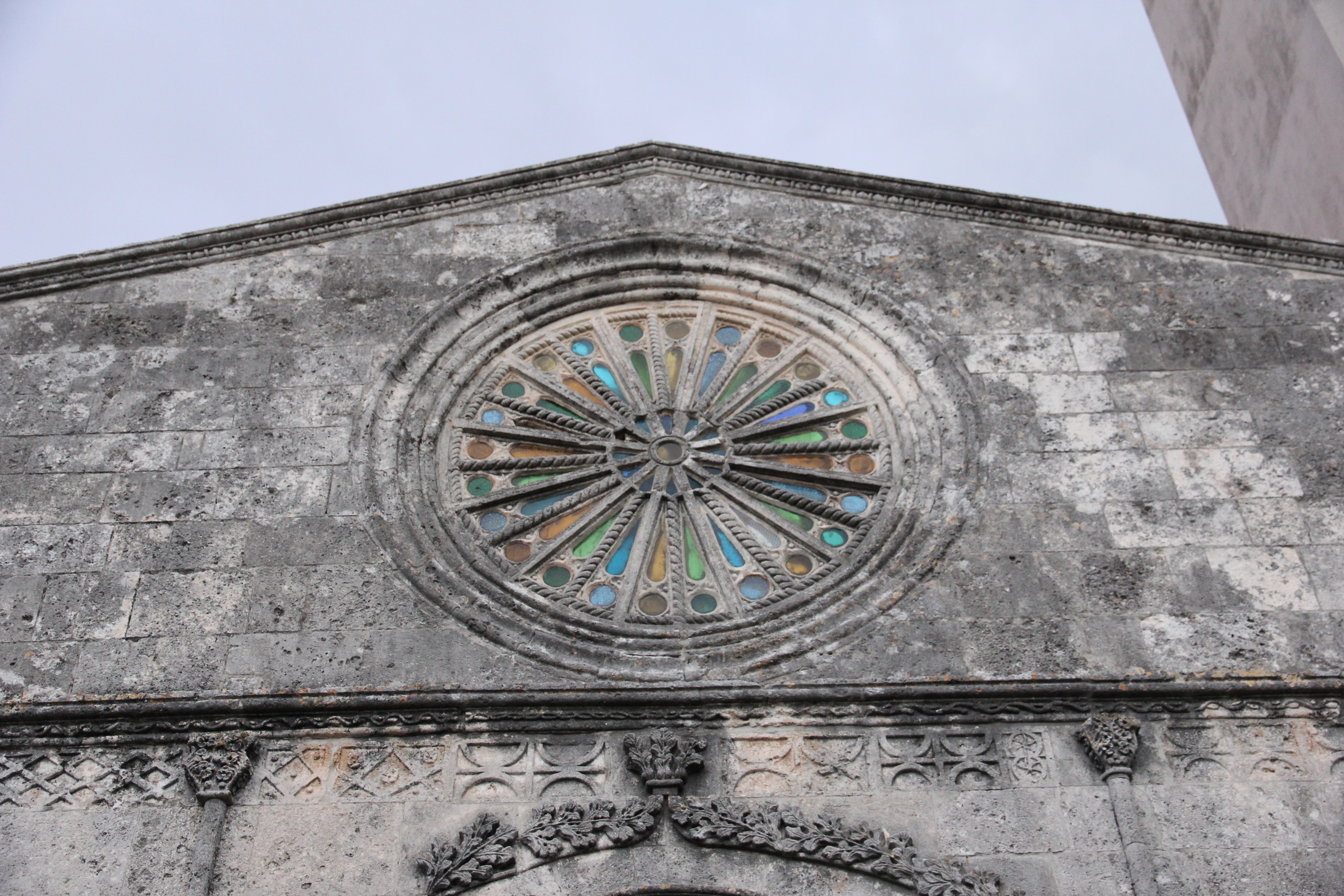
Santa Vittoria, rosone

### Architetture religiose
- chiesa di Santa Vittoria
- santuario della Madonna di Seunis
- chiesa campestre di Santu Juanne - San Giovanni
- chiesa di Sant'Antonio da Padova
- chiesa di Santa Croce (Thiesi)

### Architetture civili
- Sala Aligi Sassu dedicata al famoso pittore, che vi visse in gioventù, sita nella scuola elementare del paese. dove si trova un suo affresco.

### Architetture militari
- Torre prigione

### Siti archeologici
- Necropoli di Mandra Antine composta da quattro domus de janas.
- Nuraghe “a corridoio” Fronte Mola, chiamato anche Su Saccu.
- Complesso di Monte Mesu. Altare cerimoniale, composto da tre vasche, due quadrate, non molto profonde e la terza troncoconica più profonda. Tutte collegate tra di loro con dei solchi, come se un qualche liquido (forse acqua) dovesse scorrere da una vasca all’altra. Nei pressi si trova l’omonimo nuraghe.

### Aree naturali
- Grotta di Monte Majore

## Società

### Evoluzione demografica
Abitanti censiti

### Etnie e minoranze straniere
Secondo i dati ISTAT al 31 dicembre 2009 la popolazione straniera residente era di 110 persone.
Le nazionalità maggiormente rappresentate in base alla loro percentuale sul totale della popolazione residente erano:
- Marocco 74 2,45%

### Lingua e dialetti
La variante del sardo parlata a Thiesi è quella logudorese settentrionale.

### Tradizioni e folclore
La patrona di Thiesi è santa Vittoria, tuttavia la festa più importante del paese è la festa della "Madonna di Seunis" che si festeggia il 7-8-9 settembre presso l'omonimo santuario. Suggestiva la cerimonia che si svolge il 9 settembre, dove il simulacro della vergine viene portato in processione per le vie del paese accompagnato da gruppi folk della Sardegna e dai cavalieri del Meilogu.
Tra le altre feste del paese è importante ricordare la festa di Santu Juanne (San Giovanni), nota anche come festa dei giovani; essa si tiene dal 20 al 24 giugno nel piazzale del comune.

## Cultura

### Istruzione

#### Musei
- Museo Aligi Sassu

### Arte
Importante pittore di origine tiesina è Aligi Sassu che decorò il paese con due importanti opere murali: l'affresco "i moti angioyani" che si trova presso la sala civica Aligi Sassu annessa al museo a lui dedicato in via E. Garau, e una ceramica dal titolo "l'uomo e la natura" visibile presso l'ex Istituto tecnico Commerciale in via Manzoni.

### Eventi
Di rilievo il premio di poesia in lingua sarda, organizzato ogni anno dall'Associazione Culturale Seunis.

## Economia
L'economia tiesina è prevalentemente basata sulla produzione industriale dell'agroalimentare (formaggio): nel paese operano alcune tra le maggiori industrie casearie italiane (Fratelli Pinna), sul commercio di pellame e la produzione di mobili. Sviluppati sono l'agricoltura e l'allevamento ovino, bovino e suino. Il settore terziario si compone di una discreta rete distributiva e di servizi, tra i quali possiamo trovare quelli sociali (casa di riposo, scuole, ospedale, uffici statali e parastatali) e quelli bancari e postali.

## Amministrazione

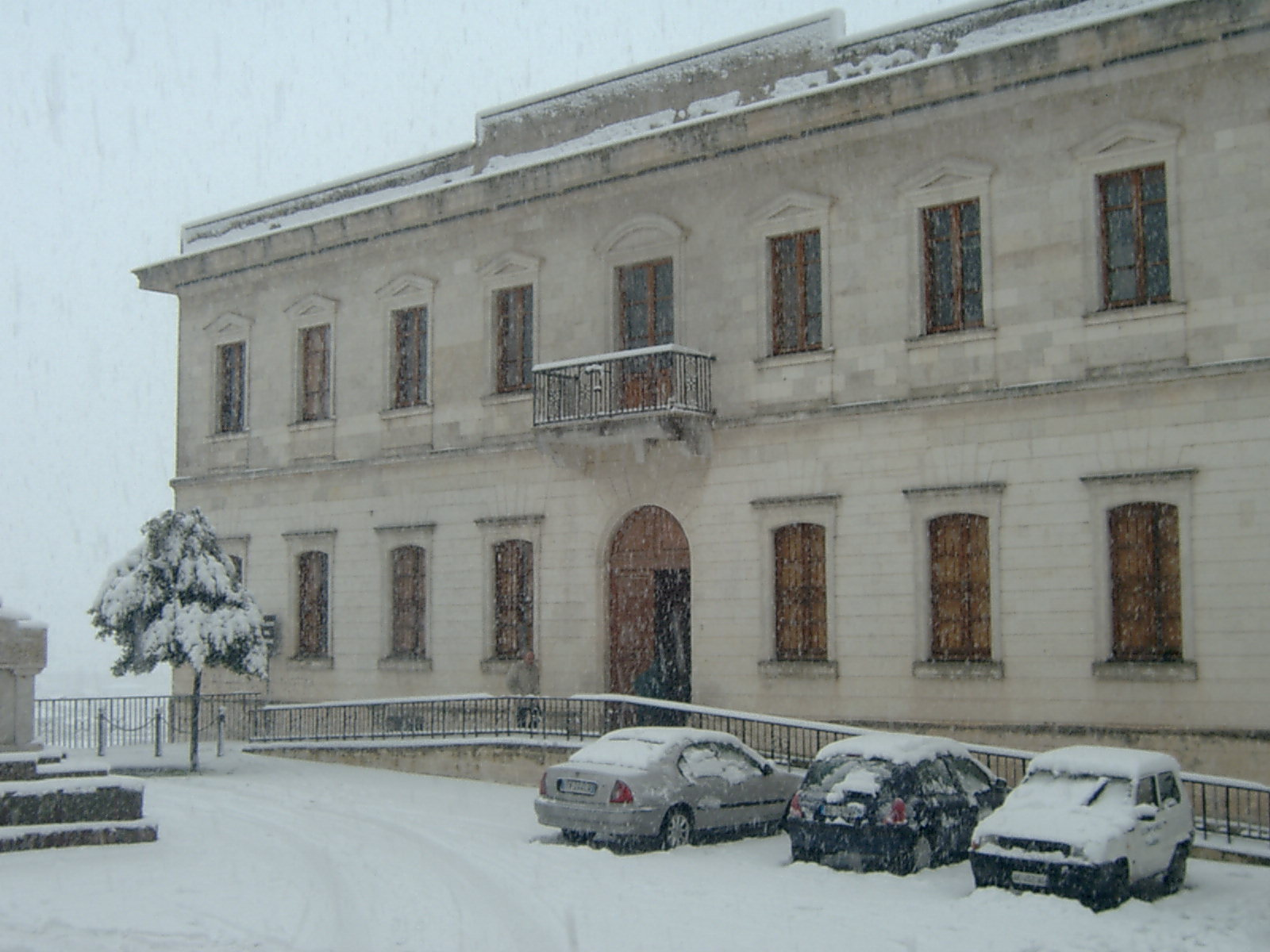
Municipio

| Periodo         | Periodo         | Primo cittadino                 | Partito                              | Carica  | Note   |
| --------------- | --------------- | ------------------------------- | ------------------------------------ | ------- | ------ |
| 23 aprile 1995  | 16 aprile 2000  | Salvatore Ferrandu              | liste civiche di centro-sinistra     | Sindaco | [ 9 ]  |
| 16 aprile 2000  | 8 maggio 2005   | Raffaele Mannoni                | lista civica                         | Sindaco | [ 10 ] |
| 8 maggio 2005   | 30 maggio 2010  | Mario Antioco Gianluigi Schintu | lista civica                         | Sindaco | [ 11 ] |
| 30 maggio 2010  | 31 maggio 2015  | Gianfranco Soletta              | lista civica "Obiettivo Comune"      | Sindaco | [ 12 ] |
| 31 maggio 2015  | 26 ottobre 2020 | Gianfranco Soletta              | lista civica "Obiettivo Comune 2015" | Sindaco | [ 13 ] |
| 26 ottobre 2020 | in carica       | Gianfranco Soletta              | lista civica "Obiettivo comune 2020" | Sindaco | [ 14 ] |

## Sport
Thiesi è uno dei comuni italiani con meno abitanti ad aver ospitato una squadra di calcio a livello semiprofessionistico, la Polisportiva Thiesi, che ha partecipato a tre edizioni del campionato di Serie D a cavallo tra il campionato 1973-1974 e il campionato 1975-1976, avendo come miglior risultato il 10º posto nel primo campionato disputato. Milita in Promozione. I colori sociali sono il verde ed il nero.
In campo calcistico sono inoltre presenti L’ASD Thiesina 2020, che milita in seconda categoria regionale, la scuola calcio ASD Seunis 2004 ed infine il Santu Juanne, che disputa da ormai molti anni il campionato CSI.
Altre società sportive nel paese sono quella riguardanti la pallavolo (A.S.D. Sporting Thiesi), arrivata anche alla serie B nazionale, la mountain bike (Bikers Thiesi), il karate (A.S.D. Shotokan Karate' Thiesi), la ginnastica artistica e la pallacanestro (Pallacanestro Thiesi).
La pallacanestro e la pallavolo giocano nel palasport del paese, impianto sede di molti eventi sportivi a livello regionale e provinciale.